# Yuzhouying
Yuzhouying (kinesiska: 宇宙营乡, 宇宙营) är en socken i Kina. Den ligger i provinsen Hebei, i den norra delen av landet, omkring 200 kilometer nordväst om huvudstaden Peking. Antalet invånare är 4 438. Befolkningen består av 2 203 kvinnor och 2 235 män. Barn under 15 år utgör 15,0 %, vuxna 15-64 år 72 %, och äldre över 65 år 11,0 %.
Genomsnittlig årsnederbörd är 591 millimeter. Den regnigaste månaden är juli, med i genomsnitt 146 mm nederbörd, och den torraste är december, med 5 mm nederbörd.